# Argyresthites
Argyresthites is een geslacht van vlinders van de familie stippelmotten (Yponomeutidae).

## Soorten
- A. balticella Rebel, 1935
- A. succinella Rebel, 1934